# 玛茨·约翰娜
玛茨·约翰娜（匈牙利語：Martzy Johanna，1924年10月26日—1979年8月13日），是一位匈牙利小提琴家，20世紀最著名的女性演奏家之一。

## 生平
玛茨·约翰娜出生於羅馬尼亞的蒂米什瓦拉，13歲時完成了個人職業初登場。1940年代、1950年代，她進行了多次巡迴演出，不過之後就很少關於她的公開消息。1979年，玛茨於格拉魯斯病逝，死因為癌症，但亦沒有太多報導。

## 作品

### 商業錄音
在玛茨的錄音當中，舒伯特的室內樂作品是較常被提及的。

## 獲獎與榮譽
- 日內瓦小提琴大賽，1947年

## 評價
雖然現今對她的相關記載甚少，玛茨在當代演奏家之間似乎有相當高的評價。格连·古尔德便表示：「（玛茨）是北美地區，甚至是這個時代最被低估的小提琴家。」

## 個人生活

### 家庭
據表示，玛茨·约翰娜與指揮Béla de Csillery成婚，但兩人在1959年離婚。

## 外部連結
- 玛茨·约翰娜的Discogs页面（英文）